# Онан (Во)
Онан (фр. Onnens) — громада  в Швейцарії в кантоні Во, округ Юра-Нор-Водуа.

## Географія
Громада розташована на відстані близько 60 км на захід від Берна, 35 км на північ від Лозанни.
Онан має площу 5,1 км², з яких на 9,2% дозволяється будівництво (житлове та будівництво доріг), 41,9% використовуються в сільськогосподарських цілях, 48,9% зайнято лісами, 0% не є продуктивними (річки, льодовики або гори).

## Демографія
2019 року в громаді мешкало 496 осіб (+5,5% порівняно з 2010 роком), іноземців було 12,5%. Густота населення становила 96 осіб/км².
За віковим діапазоном населення розподілялося таким чином: 22,4% — особи молодші 20 років, 59,5% — особи у віці 20—64 років, 18,1% — особи у віці 65 років та старші. Було 206 помешкань (у середньому 2,4 особи в помешканні).
Із загальної кількості 131 працюючого 31 був зайнятий в первинному секторі, 6 — в обробній промисловості, 94 — в галузі послуг.